# Katja Wüstenfeld
Pour les articles homonymes, voir Beer.
Katja Wüstenfeld, née Beer le 10 octobre 1976 à Dohna en Saxe, est une biathlète allemande. 

## Biographie
Elle a démarré en Coupe du monde en 1996, monte sur son premier podium en relais en 1998 à Antholz et a obtenu ses premières victoires en 2002, en relais puis en individuel lors d'une poursuite. Son meilleur résultat en grand championnat et une sixième place à la mass start des Mondiaux 2003. Elle a aussi participé aux Jeux olympiques d'hiver de 1998, où elle est 39e de l'individuel. Elle a connu des succès aux Championnats d'Europe en 2001, remportant trois médailles d'or. Sa carrière sportive se prolonge jusqu'en 2006.
Elle est la fille d'un biathlète médaillé aux Jeux olympiques Manfred Beer et s'est marié avec un autre biathlète Jan Wüstenfeld. Elle a également une sœur qui pratique le biathlon : Romy Beer.

## Palmarès

### Jeux olympiques d'hiver
| Épreuve / Édition | Individuel | Sprint | Relais |
| ----------------- | ---------- | ------ | ------ |
| JO 1998 Nagano    | 39e        | —      | —      |

Légende :
- — : pas de participation à l'épreuve.

### Championnats du monde
| Mondiaux \ Épreuve   | individuel | Sprint | Poursuite | Départ en masse | Relais |
| 2000 Oslo            | -          | -      | -         | 24e             | -      |
| 2003 Khanty-Mansiïsk | 29e        | 14e    | 24e       | 6e              | -      |
| 2004 Oberhof         | 32e        | -      | -         | -               | -      |

Légende :

— : pas de participation à cette épreuve

### Coupe du monde
- Meilleur classement général : 12e en 2003.
- 4 podiums individuels : 1 victoire, 1 deuxième place et 2 troisièmes places.
- 9 podiums en relais : 1 victoire, 7 deuxièmes places et 1 troisième place.

#### Détail de la victoire
| Saison / Épreuve | Poursuite            |
| 2003             | Pokljuka / Östersund |

#### Classements annuels
| Année | Classement général final |
| 1997  | 50e                      |
| 1998  | 30e                      |
| 1999  | 31e                      |
| 2000  | 23e                      |
| 2001  | 39e                      |
| 2002  | 22e                      |
| 2003  | 12e                      |
| 2004  | 28e                      |
| 2005  | 27e                      |
| 2006  | 31e                      |

### Championnats d'Europe
- Médaille d'or du sprint en 2001.
- Médaille d'or de la poursuite en 2001.
- Médaille d'or du relais en 2001.
- Médaille de bronze du relais en 2006.